# Gabriele Haring
Pour les articles homonymes, voir Haring.
Gabriele Haring (né le 3 mars 1965) est une animatrice de télévision autrichienne.

## Biographie
Après sa maturité, Haring étudie les sciences de l'information et de la communication, l'histoire et l'histoire de l'art à l'université de Vienne. Elle fait des stages en Angleterre et en France.
De 1988 à 1995, elle est animatrice pour l'ÖRF. En 1991, elle donne le vote de l'Autriche au Concours Eurovision de la chanson.
Par la suite, elle arrête la télévision et suit la formation du professeur Robert Caspicola pour être coach vocal et des séminaires sur la respiration auprès de Romeo Alavi Kia et du docteur Renate Schulze-Schindler à Munich ou à Vienne. En janvier 1998, elle présente ses propres conférences sur le sujet et fait des animations.
Après avoir obtenu son diplôme autrichien de professeur de yoga en 2001, elle donne des cours et poursuit ses études sur ce sujet. En 2004, elle acquiert un diplôme international à Sydney. En 2006, elle obtient un baccalauréat universitaire en journalisme à l'université de Vienne. En 2005 et jusqu'à la fin de 2006, elle est conférencière et intervient dans les médias sur la douleur et le deuil.

## Source de la traduction
- (de) Cet article est partiellement ou en totalité issu de l’article de Wikipédia en allemand intitulé « Gabriele Haring » (voir la liste des auteurs).